# O Colar da Rainha
O Colar da Rainha é um romance histórico de Alexandre Dumas.

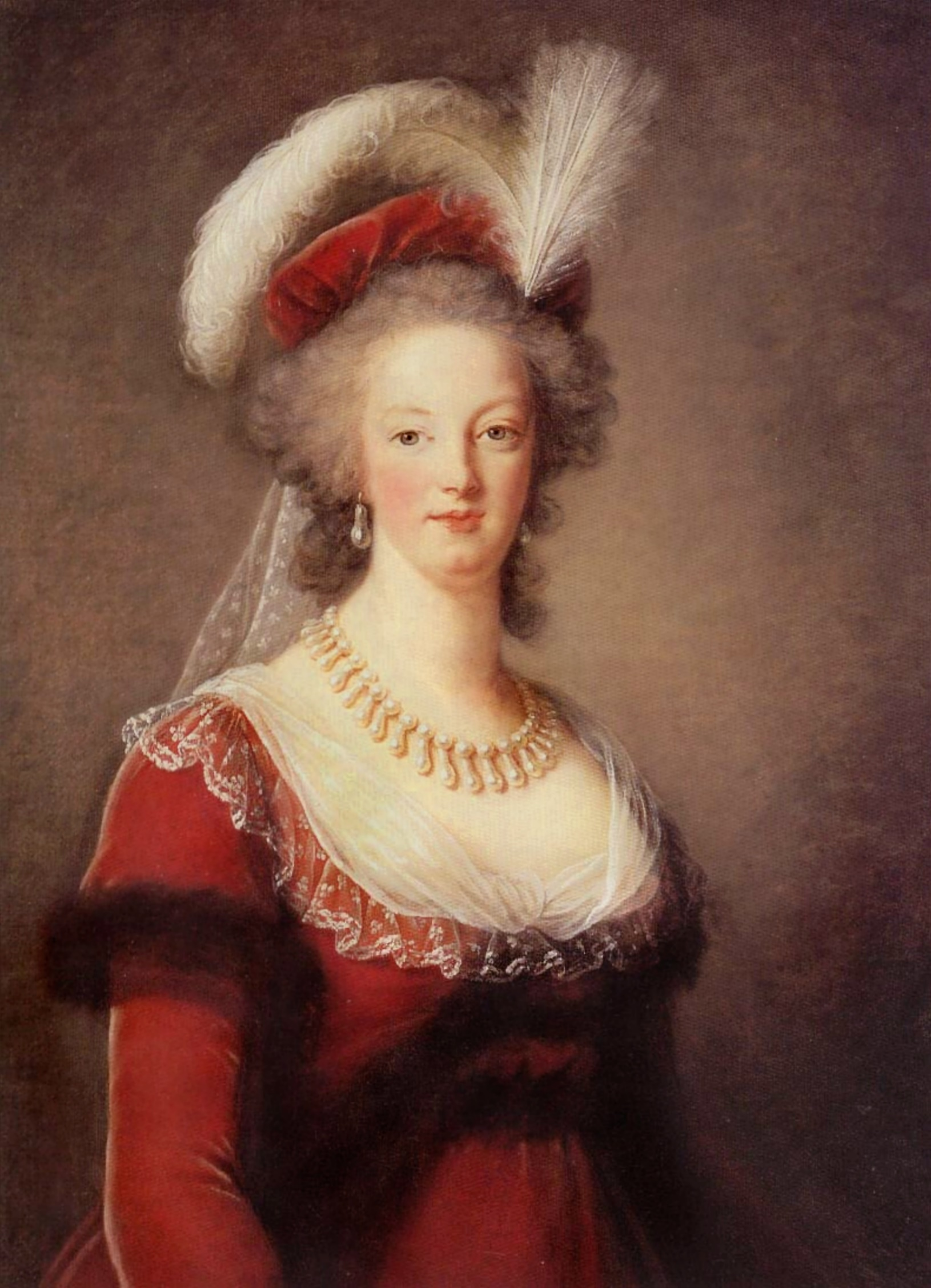
Maria Antonieta

É a segunda parte de uma série de livros intitulada "Memórias de um Médico" que é precedida por Joseph Balsamo e seguida por Ange Pitou e A Condessa de Charny. Foi escrito em colaboração com Auguste Maquet e apareceu sob forma de folhetim no jornal La Presse entre 1849 e 1850. A coleção enfoca a série de acontecimentos que dão origem e deflagram a Revolução Francesa, desde a chegada de Maria Antonieta à França para seu casamento com o delfim Luís, mais tarde rei Luís XVI. Este livro é livremente inspirado no Caso do colar da Rainha, golpe que movimentou a crônica política e judiciária da corte do rei Luís XVI de França e que comprometia sua esposa, a rainha Maria Antonieta, nos anos de 1780. Este caso foi um dos fatos agravantes que solaparam a reputação da monarquia e aceleraram a deflagração da Revolução Francesa.

## Contexto histórico
A ação do romance situa-se em meados do reinado de Luís XVI da França, e se passa entre 1784 e 1785.

## Sinopse

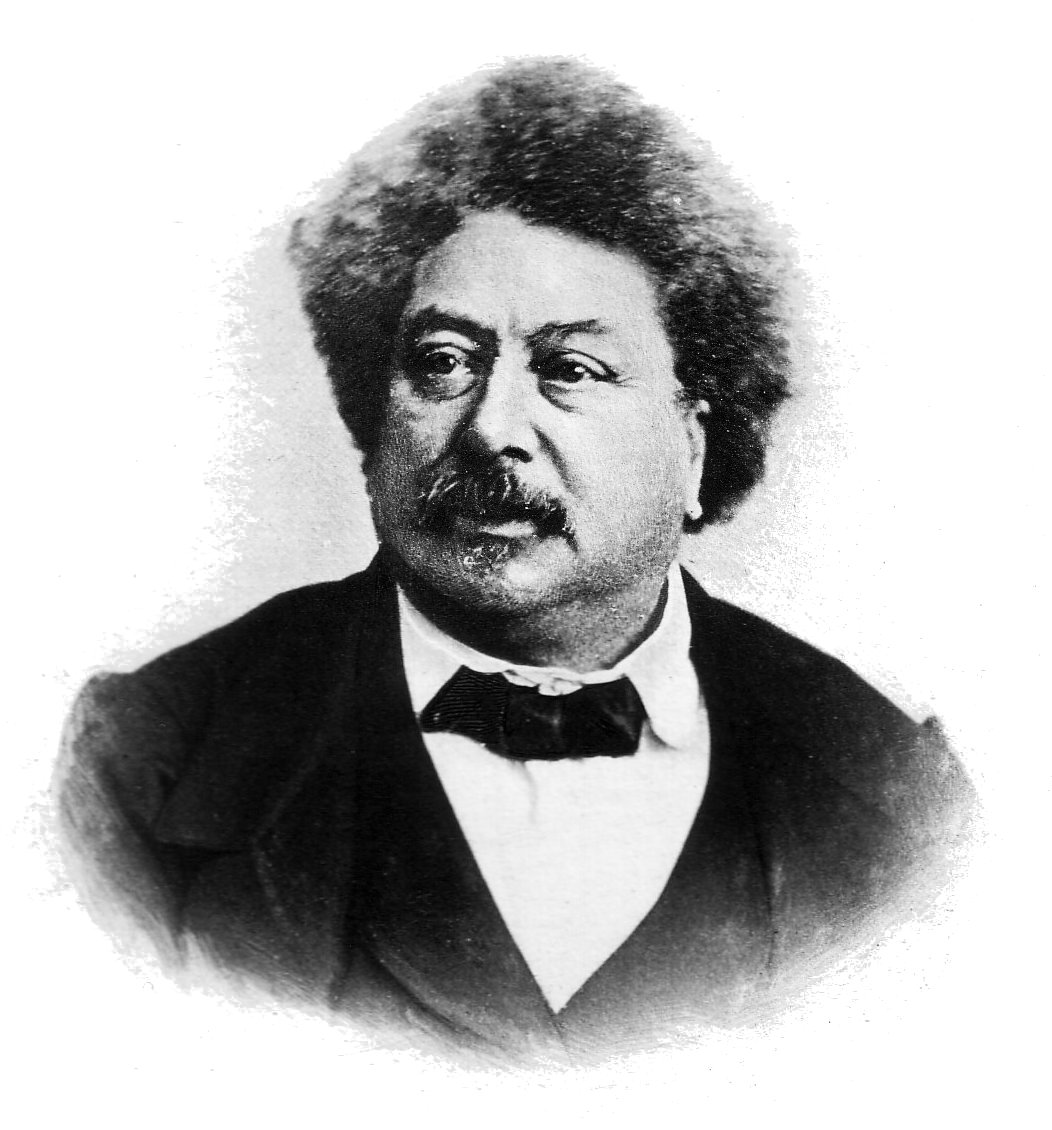
Alexandre Dumas

Este romance apresenta um retrato idealizado da rainha Maria Antonieta mas mostra também a "loucura" da alta nobreza da época; a história termina no "começo do fim" dessa nobreza.
O grande elo entre os personagens fictícios criados por Alexandre Dumas para a série "Memórias de um Médico" e os personagens reais envolvidos no escândalo conhecido como "O Caso do Colar da Rainha" é Nicole Legay, que neste volume adotou o nome de Oliva. Ela é apresentada no primeiro volume da coleção ("Joseph Balsamo") como criada de quarto de Andrée de Taverney, moça ambiciosa e frívola e com uma característica notável: é parecidíssima com a atual rainha de França, Maria Antonieta.
Esta semelhança é útil para os planos de Joseph Balsamo, também conhecido como Cagliostro. Iluminista e maçom, ele prometeu, há muitos anos, auxiliar ativamente na queda da monarquia francesa, não medindo esforços para consegui-la.
A oportunidade para mais um golpe que possibilite minar a já frágil reputação da realeza aparece na figura de Jeanne de Valois, condessa de la Motte, que pensa ser descendente do rei Henrique III de França e, por viver na miséria, luta com todas as suas forças para ter essa ascendência comprovada, o que lhe garantiria uma pensão do Estado. Suas cartas pedindo justiça chamam a atenção da rainha, que a visita incógnita, acompanhada apenas por Andrée de Tarverney, uma das damas de seu séquito.
Aos poucos, através de astúcia e poder de observação, Jeanne vai se aproximando da rainha e é admitida no círculo estreito de suas relações. Também faz contato com o cardeal de Rohan, antigo desafeto da rainha e que, no fundo, é apaixonado por Maria Antonieta. O cardeal, extremamente orgulhoso e arrogante, é um alvo fácil para golpes futuros: de tão arrogante torna-se tolo.

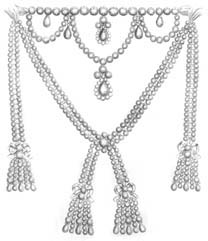
O Colar de Diamantes

Nesta época, a rainha é procurada por dois joalheiros conceituados de Paris, Boehmer e Bossange, que têm uma oferta sedutora a lhe fazer: um magnífico colar, antiga encomenda do rei Luís XVI, avô de seu marido, para presentear sua amante, a Condessa du Barry, e que, com a morte do rei, ficou "encalhado", para desespero dos dois. A rainha interessa-se pelo colar, porém precisa do consentimento do rei para comprá-lo. O país, no entanto, atravessa grave crise financeira, o que faz com que o rei faça com que a rainha desista da compra.
Manipulando os sentimentos do cardeal de Rohan, Jeanne consegue apoderar-se do colar para si, além de convencer o cardeal de tê-lo dado à rainha, que adorou o presente e perdoo-o, e também a rainha, que julga tê-lo devolvido aos joalheiros, através de Jeanne.
Para confundir ainda mais a situação, Cagliostro conspira para solapar a reputação de Maria Antonieta, usando Nicole Legay como instrumento. Ela é vista em situações embaraçosas por toda Paris, como em transe na casa do magnetizador Mesmer e acompanhada em um baile de máscaras no Opéra. É contratada ainda para aparecer ao cardeal de Rohan, vestida como Maria Antonieta, para autenticar e tornar viável a execução do golpe.
Já em Versailles, a rainha compromete-se. Apaixona-se pelo conde de Charny, recém-chegado à corte, e é correspondida nesse amor, para desespero de Andrée de Taverney, que ama o nobre em silêncio. No entanto, o rei Luís XVI surpreende o duque aos pés da esposa em situação suspeita e, para evitar o escândalo, esta alega que o conde acaba de lhe pedir a mão de Andrée em casamento. O rei consente com o casamento, para infelicidade da rainha, do duque e da própria Andrée, que, a partir desse momento, indispõe-se definitivamente com a rainha mas aceita seu destino e casa-se com o duque.
Finalmente o escândalo explode quando os joalheiros Boehmer e Bossange, cansados de esperar, resolvem cobrar a dívida. Maria Antonieta nega estar de posse do colar e, fundamentada em sua inocência, não hesita em exigir que a lei intervenha e julgue o caso. Instaura-se o processo que torna-se público e apaixona toda a França. Os principais suspeitos são presos e julgados. No decorrer do processo é estabelecida a inocência da rainha e a ingenuidade do cardeal de Rohan no encaminhamento do golpe. Jeanne de Valois é julgada e condenada à prisão perpétua.
No entanto, mesmo inocentada, a rainha vê sua reputação declinar e, com ela, a reputação de toda a nobreza francesa. Muitos não acreditam na versão aceita no processo e julgam a rainha culpada. O golpe é mortal; a realeza jamais se recuperará.
O começo do fim começa a delinear-se de vez no terceiro volume da série, "Ange Pitou", que, saltando para 1789, quatro anos depois dos fatos narrados neste volume, inicia-se exatamente no dia 13 de julho, véspera da Queda da Bastilha

### Personagens históricas que aparecem no livro
- Luís XV • Luís XVI • Maria Antonieta •Franz Anton Mesmer • Cagliostro • Cardeal de Rohan, Condessa Jeanne de Valois de la Motte

## Adaptações
A trama deste romance foi total ou parcialmente tomada como base para diversas adaptações feitas para o cinema e a televisão, que se escoraram também nos respectivos fatos históricos realmente ocorridos :
- Sob o título "O Colar da Rainha" (em francês:  "Le Collier de la Reine"):
  - O Colar da Rainha, filme mudo de curta metragem, realizado por Étienne Arnaud e Louis Feuillade, lançado em 1909;
  - O Colar da Rainha, filme realizado por Tony Lekain e Gaston Ravel, em 1929;
- Sob o título "O Enigma do Colar" (em inglês"The Affair of the Necklace"):
  - O Enigma do Colar (The Affair of the Necklace), filme dirigido por Charles Shyer, em 2001, baseado no caso real do colar, porém com elementos que remetem ao livro de Alexandre Dumas.
- Sob o título "O Caso do Colar da Rainha" (em francês:  "L'Affaire du Collier de la Reine"):
  - O Caso do Colar da Rainha, filme dirigido por Marcel L'Herbier, de 1946.